# Maximilian Lewels
Maximilian Lewels (* 19. Oktober 1879 in Hamburg; † 4. März 1964) war ein deutscher Lehrer.

## Leben
Ab 1890 besuchte er Collegium Albertinum in Venlo und von 1896 bis 1898 das Gymnasium Thomaeum. Er studierte Theologie, Philosophie und Philologie von 1898 bis 1899 in Freiburg im Üechtland, 1900 in Freiburg im Breisgau und von 1899 bis 1902 in Münster. Er war Lehrer an der Schule am Holzdamm.

## Schriften (Auswahl)
- John Stuart Mill. Die Stellung eines Empiristen zur Religion. Münster 1902.
- Dr. Cook und der Nordpol. Hamburg 1916, OCLC 41090327.
- Die Pest und andere bunte Reise-Bilder, namentlich aus dem Orient, Rußland, den Alpen usw. Hamburg 1921, OCLC 74466487.
- Neuphilologische Theologie. Kritische Katechesen für Studenten der altfranzösischen Literatur. Hamburg 1922, OCLC 25325921.
- Meister Bertrams Bilder am Grabower Altar in der Hamburger Kunsthalle. Erklärt aus dem Geiste des Mittelalters. Köln 1938, OCLC 162908727.

| Personendaten    | Personendaten      |
| ---------------- | ------------------ |
| NAME             | Lewels, Maximilian |
| KURZBESCHREIBUNG | deutscher Lehrer   |
| GEBURTSDATUM     | 19. Oktober 1879   |
| GEBURTSORT       | Hamburg            |
| STERBEDATUM      | 4. März 1964       |